# Harmandiola
Harmandiola is een muggengeslacht uit de familie van de galmuggen (Cecidomyiidae).

## Soorten
- H. cavernosa

Populierenwratgalmug (Rübsaamen, 1899)
- H. globuli

Populierenurntjesgalmug (Rübsaamen, 1889)
- H. polymorpha (Bremi, 1847)
- H. populea (Schrank, 1803)
- H. populi (Rübsaamen, 1917)
- H. pustulans (Kieffer, 1909)
- H. tremulae

Populierenkogelgalmug (Winnertz, 1853)